# Кипр на летних Олимпийских играх 1996
Республика Кипр на летних Олимпийских играх 1996 года была представлена 17 спортсменами в 5 видах спорта. Знаменосцем сборной Кипра на церемонии открытия Игр стал легкоатлет Аннинос Маркулидес. По итогам соревнований на счету кипрских спортсменов не оказалось ни одной награды. Эти летние Игры стали для Кипра пятыми по счету и по прежнему на счету не было ни одной медали.

## Результаты соревнований

### Водные виды спорта

#### Плавание
Мужчины
| Дистанция            | Спортсмены         | Предварительный раунд | Предварительный раунд | Предварительный раунд | Полуфинал            | Полуфинал            | Полуфинал            | Финал                | Финал                |
| Дистанция            | Спортсмены         | Заплыв                | Результат             | Место                 | Заплыв               | Результат            | Место                | Результат            | Место                |
| -------------------- | ------------------ | --------------------- | --------------------- | --------------------- | -------------------- | -------------------- | -------------------- | -------------------- | -------------------- |
| 50 м вольным стилем  | Ставрос Михаелидес | 5                     | 23,77                 | 31                    | Завершил выступление | Завершил выступление | Завершил выступление | Завершил выступление | Завершил выступление |
| 100 м вольным стилем | Ставрос Михаелидес | 3                     | 52,65                 | 50                    | Завершил выступление | Завершил выступление | Завершил выступление | Завершил выступление | Завершил выступление |

Женщины
| Дистанция            | Спортсмены   | Предварительный раунд | Предварительный раунд | Предварительный раунд | Полуфинал     | Полуфинал     | Полуфинал     | Финал                 | Финал                 |
| Дистанция            | Спортсмены   | Заплыв                | Результат             | Место                 | Заплыв        | Результат     | Место         | Результат             | Место                 |
| -------------------- | ------------ | --------------------- | --------------------- | --------------------- | ------------- | ------------- | ------------- | --------------------- | --------------------- |
| 200 м вольным стилем | Марина Зарма | 1                     | 2,10:85               | 42                    | Не проводится | Не проводится | Не проводится | Завершила выступление | Завершила выступление |
| 400 м вольным стилем | Марина Зарма | 1                     | 4,32:15               | 39                    | Не проводится | Не проводится | Не проводится | Завершила выступление | Завершила выступление |

### Лёгкая атлетика
Мужчины
Беговые дисциплины
| Дисциплина       | Спортсмен                                                           | Предварительный раунд | Предварительный раунд | Предварительный раунд | Четвертьфиналы       | Четвертьфиналы       | Четвертьфиналы       | Полуфиналы            | Полуфиналы            | Полуфиналы            | Финал                 | Финал                 |
| Дисциплина       | Спортсмен                                                           | Забег                 | Время                 | Место                 | Забег                | Время                | Место                | Забег                 | Время                 | Место                 | Время                 | Место                 |
| ---------------- | ------------------------------------------------------------------- | --------------------- | --------------------- | --------------------- | -------------------- | -------------------- | -------------------- | --------------------- | --------------------- | --------------------- | --------------------- | --------------------- |
| бег на 100 м     | Аннинос Маркулидес                                                  | 3                     | 10,26                 | 2 Q                   | 4                    | 10,23                | 3 Q                  | 1                     | 10,36                 | 8                     | завершил выступление  | завершил выступление  |
| бег на 100 м     | Янис Зисимидис                                                      | 9                     | 10,32                 | 3 Q                   | 5                    | 10,47                | 8                    | завершил выступление  | завершил выступление  | завершил выступление  | завершил выступление  | завершил выступление  |
| бег на 200 м     | Аннинос Маркулидес                                                  | 3                     | 20,57                 | 3 Q                   | 3                    | 20,63                | 5                    | завершил выступление  | завершил выступление  | завершил выступление  | завершил выступление  | завершил выступление  |
| бег на 400 м     | Еврипидес Демостенос                                                | 5                     | 46,76                 | 6                     | завершил выступление | завершил выступление | завершил выступление | завершил выступление  | завершил выступление  | завершил выступление  | завершил выступление  | завершил выступление  |
| 110 м с/б        | Продромос Катсантонис                                               | 6                     | 14,34                 | 7                     | завершил выступление | завершил выступление | завершил выступление | завершил выступление  | завершил выступление  | завершил выступление  | завершил выступление  | завершил выступление  |
| эстафета 4×100 м | Аннинос Маркулидес Лукас Спиру Продромос Катсантонис Янис Зисимидис | Не проводится         | Не проводится         | Не проводится         | 5                    | 40,06                | 5                    | завершили выступление | завершили выступление | завершили выступление | завершили выступление | завершили выступление |

Технические дисциплины
| Дисциплина    | Спортсмен    | Квалификация | Квалификация | Финал                | Финал                |
| Дисциплина    | Спортсмен    | Результат    | Место        | Результат            | Место                |
| ------------- | ------------ | ------------ | ------------ | -------------------- | -------------------- |
| толкание ядра | Элиас Лука   | 18,48        | 24           | завершил выступление | завершил выступление |
| толкание ядра | Михалис Лука | 18,23        | 28           | завершил выступление | завершил выступление |

Женщины
Беговые дисциплины
| Дисциплина   | Спортсмен       | Предварительный раунд | Предварительный раунд | Предварительный раунд | Четвертьфиналы        | Четвертьфиналы        | Четвертьфиналы        | Полуфиналы            | Полуфиналы            | Полуфиналы            | Финал                 | Финал                 |
| Дисциплина   | Спортсмен       | Забег                 | Время                 | Место                 | Забег                 | Время                 | Место                 | Забег                 | Время                 | Место                 | Время                 | Место                 |
| ------------ | --------------- | --------------------- | --------------------- | --------------------- | --------------------- | --------------------- | --------------------- | --------------------- | --------------------- | --------------------- | --------------------- | --------------------- |
| бег на 100 м | Теодора Кириаку | 2                     | 23,85                 | 7                     | завершила выступление | завершила выступление | завершила выступление | завершила выступление | завершила выступление | завершила выступление | завершила выступление | завершила выступление |
| бег на 400 м | Теодора Кириаку | 1                     | 52,09                 | 5 Q                   | 1                     | 52,26                 | 8                     | завершила выступление | завершила выступление | завершила выступление | завершила выступление | завершила выступление |